# Liste der Kulturdenkmale in Westerhüsen
In der Liste der Kulturdenkmale in Westerhüsen sind alle Kulturdenkmale des zur Stadt Magdeburg gehörenden Stadtteils Westerhüsen aufgelistet. Grundlage ist das Denkmalverzeichnis des Landes Sachsen-Anhalt, das auf Basis des Denkmalschutzgesetzes vom 21. Oktober 1991 erstellt und seither laufend ergänzt wurde (Stand: 31. Dezember 2019).

## Denkmale
| Lage                                            | Bezeichnung             | Beschreibung | Erfassungs- nummer | Ausweisungsart | Bild                    |
| ----------------------------------------------- | ----------------------- | --- | ------------------ | -------------- | ----------------------- |
| Alt Westerhüsen 14 (Karte)                      | Gasthof Westerhüsen     | Das Wohnhaus wurde zu Beginn des 20. Jahrhunderts erbaut. Es ist ein zweigeschossiges traufständiges Haus im Stil des Neobarocks. Das Haus befindet sich an der Ecke zur Husumer Straße, die Ecke ist polygonal ausgebildet, im ersten Stock befindet sich ein Erker. Die Fassade hat sieben Achsen, in der dritten Achse befindet sich der Eingang. Über dem Eingang befindet sich ein Schweifgiebel.                                                       | 094 82633          | Baudenkmal     | Gasthof Westerhüsen     |
| Alt Westerhüsen 15 (Karte)                      | Gasthof „Zum Anker“     | Das Wohnhaus wurde 1890 im Stil der Neorenaissance erbaut. Es hat drei Geschosse, das Dach ist ein Flachdach. Das Erdgeschoss ist rustiziert, es setzt sich somit von den anderen Geschossen ab. Die Fenster im zweiten Geschoss haben teilweise Spreng- oder Segmentgiebel. | 094 82634          | Baudenkmal     | Gasthof „Zum Anker“     |
| Alt Westerhüsen 30 (Karte)                      | Wohn- und Geschäftshaus | Das Wohn- und Geschäftshaus wurde im Jahre 1905 erbaut, der Baustil war der Jugendstil. Das Haus hat drei Geschosse. Die Mitte wird durch einen Erker und einen Schweifgiebel geprägt. Im ersten Geschoss befinden sich Ladeneinbauten. | 094 82635          | Baudenkmal     | Wohn- und Geschäftshaus |
| Alt Westerhüsen 32 (Karte)                      | Wohn- und Geschäftshaus | Das Wohn- und Geschäftshaus wurde um 1880 erbaut. Es ist ein zweigeschossiges, traufständiges Haus mit einem Satteldach. | 094 82637          | Baudenkmal     | Wohn- und Geschäftshaus |
| Alt Westerhüsen 51-60 (Karte)                   | Schule                  | Die Schule wurde von 1951 bis 1959 als Ingenieurfachschule für Schemie „Justus von Liebig“ erbaut. | 094 71397          | Baudenkmal     | Schule                  |
| Alt Westerhüsen 132 (Karte)                     | Villa                   | Die Villa wurde 1911 erbaut, der Architekt war Gustav Richter. Es ist ein zweigeschossiger Putzbau, um das Grundstück befindet sich eine Einfriedung aus der Bauzeit. Das Dach ist ein geschweiftes Walmdach. | 094 17323          | Baudenkmal     | Villa                   |
| Alt Westerhüsen 153 (Karte)                     | Bauernhof               | Der Bauernhof wurde möglicherweise im Jahre 1859 erbaut. In der Fassade zur Straße befindet sich eine Kanonenkugel mit der Inschrift 1631, wahrscheinlich stammt diese Kugel vom Vorgängerbau. | 094 06191          | Baudenkmal     | Bauernhof               |
| Alt Westerhüsen 154 (Karte)                     | Bauernhof               | Der Bauernhof besteht aus einem Wohnhaus und Nebengebäuden. Die rundbogige Toreinfahrt befindet sich links von dem Wohnhaus, es ist aus Bruchstein erstellt worden. Das Wohnhaus hat zwei Geschosse, drei Achsen und ein Satteldach. | 094 76757          | Baudenkmal     | BW                      |
| Elmer Straße 2 (Karte)                          | Kirche                  | Von der evangelischen Kirche sind nach Zerstörung im Zweiten Weltkrieg nur der Kirchturm und Mauerreste erhalten geblieben. | 094 17322          | Baudenkmal     | Kirche                  |
| Elmer Straße 2 (Karte)                          | Pfarrhaus               | Das Pfarrhaus wurde 1887 erbaut, es ist ein Ziegelbau. Im Jahre 1911 wurde das Haus aufgestockt. |                    | Baudenkmal     | Pfarrhaus               |
| Gothaer Straße 2, Holsteiner Straße 2-6 (Karte) | Siedlung                | Die Siedlung wurde von 1926 bis 1938 erbaut. | 094 71400          | Baudenkmal     | Siedlung                |
| Holsteiner Straße 1 (Karte)                     | Wohnhaus                | Das Wohnhaus ist ein zweigeschossiges Doppelhaus mit fassadenprägenden Risaliten. Hier befand sich das Cafe Kies. | 094 70489          | Baudenkmal     | Wohnhaus                |
| Kieler Straße 5a, b (Karte)                     | Villa                   | Die Villa wurde 1891 im Stil der Neorenaissance erbaut. Sie liegt auf dem Gelände einer Schiffswerft. Die Fassade zur Elbe ist geprägt durch einen zweiachsigen, zweigeschossigen Erker in den mittleren zwei von sechs Achsen. Über dem Erker befindet sich ein Dreiecksgiebel. Das Erdgeschoss ist rustiziert, hier befinden sich im Gegensatz zum zweiten Geschoss Rundfenster. Zur Nordseite befand sich ursprünglich eine Brandmauer zum Fabrikgelände. | 094 70555          | Baudenkmal     | Villa                   |
| Kieler Straße 6 (Karte)                         | Bauernhof               | Der Bauernhof wurde im 18. und 19. Jahrhundert erbaut. | 094 17321          | Baudenkmal     | Bauernhof               |
| Sohlener Straße 1 (Karte)                       | Gemeindehaus            | Wohnhaus | 094 06198          | Baudenkmal     | Gemeindehaus            |
| Welsleber Straße 1 (Karte)                      | Bahnhof                 | Bahnhof | 094 70458          | Baudenkmal     | Bahnhof                 |
| Zackmünder Straße 1 (Karte)                     | Grundschule Westerhüsen | Die Schule wurde in drei Phasen erbaut, und zwar in den Jahren 1885, 1902 und 1912. | 094 71460          | Baudenkmal     | Grundschule Westerhüsen |

## Ehemalige Denkmale
Die nachfolgenden Objekte waren ursprünglich ebenfalls denkmalgeschützt oder wurden in der Literatur als Kulturdenkmale geführt. Die Denkmale bestehen heute jedoch nicht mehr, ihre Unterschutzstellung wurde aufgehoben oder sie werden nicht mehr als Denkmale betrachtet.
| Lage                        | Bezeichnung                  | Beschreibung | Erfassungs- nummer | Ausweisungsart | Bild                         |
| --------------------------- | ---------------------------- | --- | ------------------ | -------------- | ---------------------------- |
| Alt Westerhüsen 6 (Karte)   | Wohnhaus Alt Westerhüsen 6   | Der genehmigte Abbruchantrag stammt aus dem Jahr 1995 |                    | Baudenkmal     | Wohnhaus Alt Westerhüsen 6   |
| Alt Westerhüsen 155 (Karte) | Wohnhaus Alt Westerhüsen 155 | Das zweigeschossige, traufständige Wohnhaus wurde gegen Ende des 19. Jahrhunderts erbaut. Die Fassade ist geprägt durch eine rundbogige Hofeinfahrt in der dritten Achse von links. Über der Einfahrt befindet sich ein geschweifter Giebel, links der Einfahrt ein kleiner Laden. Die Fassade ist aus der Zeit zu Beginn des 20. Jahrhunderts und im Jugendstil gehalten. Das Dach ist ein Satteldach. Aufgrund einer Sicherungsverfügung der Bauaufsicht wurde es weitgehend abgerissen und 2016 aus dem Denkmalverzeichnis ausgetragen. | 094 82636          | Baudenkmal     | Wohnhaus Alt Westerhüsen 155 |
| Alt Westerhüsen 168 (Karte) |                              | Dem Abbruch wurde 1995 zugestimmt. |                    | Baudenkmal     | BW                           |
| Kieler Straße 4 (Karte)     | Wohnhaus Kieler Straße 4     | Wohnhaus, abgerissen, wird zumindest seit 2009 nicht mehr als Denkmal geführt | 094 17319          |                | BW                           |
| Kieler Straße 9 (Karte)     | Wohnhaus Kieler Straße 9     | Wohnhaus von 1751, wird zumindest seit 2009 nicht mehr als Denkmal geführt |                    | Baudenkmal     | Weitere Bilder               |

## Legende
In den Spalten befinden sich folgende Informationen:
- Lage: Nennt den Straßennamen und wenn vorhanden die Hausnummer des Kulturdenkmals. Die Grundsortierung der Liste erfolgt nach dieser Adresse. Der Link „Karte“ führt zu verschiedenen Kartendarstellungen und nennt die geographischen Koordinaten.
Link zu einem Kartenansichtstool, um Koordinaten zu setzen. In der Kartenansicht sind Baudenkmale ohne Koordinaten mit einem roten bzw. orangen Marker dargestellt und können in der Karte gesetzt werden. Baudenkmale ohne Bild sind mit einem blauen bzw. roten Marker gekennzeichnet, Baudenkmale mit Bild mit einem grünen bzw. orangen Marker.
- Offizielle Bezeichnung: Nennt den Namen, die Bezeichnung oder zumindest die Art des Kulturdenkmals und verlinkt, soweit vorhanden, auf den Artikel zum Objekt.
- Beschreibung: Nennt bauliche und geschichtliche Einzelheiten des Kulturdenkmals, vorzugsweise die Denkmaleigenschaften.
- Erfassungsnummer: Für jedes Kulturdenkmal wird in Sachsen-Anhalt eine 20stellige Erfassungsnummer vergeben. Die letzten zwölf Ziffern werden für die Untergliederung nach Teilobjekten genutzt und werden nur angegeben, soweit vergeben. In dieser Spalte kann sich folgendes Icon  befinden, dies führt zu Angaben zu diesem Baudenkmal bei Wikidata.
- Ausweisungsart: Die Einordnung des Denkmales nach § 2 Abs. 2 DenkmSchG LSA
- Bild: Ein Bild des Denkmales, und gegebenenfalls einen Link zu weiteren Fotos des Kulturdenkmals im Medienarchiv Wikimedia Commons. Wenn man auf das Kamerasymbol klickt, können Fotos zu Kulturdenkmalen aus dieser Liste hochgeladen werden: